# بادي مادين
بادي مادين (بالإنجليزية: Paddy Madden)‏ (4 مارس 1990 بدبلن في جمهورية أيرلندا - ) هو لاعب كرة قدم أيرلندي في مركز الهجوم. شارك مع منتخب جمهورية أيرلندا تحت 18 سنة لكرة القدم ومنتخب جمهورية أيرلندا تحت 20 سنة لكرة القدم ومنتخب جمهورية أيرلندا تحت 21 سنة لكرة القدم ومنتخب جمهورية أيرلندا تحت 23 سنة لكرة القدم ‏ ومنتخب جمهورية أيرلندا لكرة القدم. أما مع النوادي، فقد لعب مع سكونثورب يونايتد ونادي بوهيميان ونادي شيلبورن ويوفل تاون ونادي كارلايل يونايتد ودوري أيرلندا الحادي عشر ‏.

## وصلات خارجية
- بادي مادين على موقع قاعدة بيانات كرة القدم.إي يو (الإنجليزية)
- بادي مادين على موقع Soccerbase.com (لاعب) (الإنجليزية)
- بادي مادين على موقع عالم كرة القدم.نت (الإنجليزية)